# Conrad Schroth
Johann Conrad Schroth (* 13. Juni 1815 in Niederhofheim im Main-Taunus-Kreis; † 7. Januar 1898 ebenda) war ein deutscher Gast- und Landwirt und Mitglied der Zweiten Kammer der Landstände des Herzogtums Nassau.

## Leben
Conrad Schroth wurde als Sohn des Gastwirts Johann Gerhard Schroth (1774–1850) und dessen Ehefrau Anna Margarethe Rudolph (1784–1852) geboren.
Er betrieb in seinem Heimatort die elterliche Land- und Gastwirtschaft, als er 1852 ein Mandat für die Zweite Kammer des Landtages des Herzogtums Nassau erhielt. Bis 1857 war er für den Wahlkreis XX (Höchst) in dem Parlament.
Er war Nachfolger von Philipp Reges, der sein Amt niedergelegt hatte. 